# Estación Henderson
Henderson era una estación ferroviaria ubicada en el Partido de Hipólito Yrigoyen, Provincia de Buenos Aires, Argentina.

## Servicios
Se encuentra en la ciudad del mismo nombre. Fue construida por el Ferrocarril Midland de Buenos Aires, y abandonada en 1977.